# J. Howard Edmondson

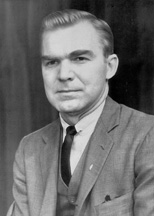
James Howard Edmondson

James Howard Edmondson (* 27. September 1925 in Muskogee, Oklahoma; † 17. November 1971 in Edmond, Oklahoma) war ein US-amerikanischer Politiker und von 1959 bis 1963 Gouverneur von Oklahoma.

## Biografie

### Frühes Leben
Edmondson wurde als jüngster von zwei Söhnen von Edmond Augustus und Esther Pullen Edmondson in Muskogee geboren, wo er auch die Schule besuchte. Sein sechs Jahre älterer Bruder Ed ging später ebenfalls in die Politik und hielt von 1953 bis 1973 einen Sitz im Repräsentantenhaus der Vereinigten Staaten. Nach seinem Abschluss der High School besuchte Edmondson kurze Zeit die University of Oklahoma, wurde jedoch bereits 1942 als Soldat für das United States Army Air Corps verpflichtet. Obgleich er eine Pilotenausbildung erhielt, blieb ihm doch der aktive Dienst auf einem Kriegsschauplatz erspart. Nach dem Krieg komplettierte er seine Universitätsausbildung und erhielt 1948 seinen Abschluss in Rechtswissenschaften.
Edmondsons beruflicher Werdegang begann als Sekretär des Bundesrichters Eugene Rice Ende der 1940er Jahre. Durch sein Geschick wurde er Partner in der Anwaltskanzlei von Harold Shoemake und praktizierte in seiner Geburtsstadt Muskogee. 1950 kandidierte Edmondson erfolglos für einen Sitz im Kongress, doch war sein Ruf mittlerweile so gut, dass er 1954 zum Bezirksstaatsanwalt des Tulsa County ernannt wurde. Ein Wiederwahlversuch im Jahr 1956 war erfolgreich.

### Politische Karriere
Im Dezember 1957 gab Edmondson seine Kandidatur für das Amt des Gouverneurs von Oklahoma bekannt, ein Vorhaben, welches dem Demokraten im Jahr 1958 mit Erfolg gelang. Mit 33 Jahren war Edmondson der bis heute jüngste Gouverneur Oklahomas und im Jahr 1958 der jüngste der USA. In den kommenden vier Jahren, die Edmondson bis 1963 als Gouverneur amtierte, führte er eine Reihe von Reformen durch. Sein wohl markantester Schritt war die Einführung der Prohibition in Oklahoma; unter seiner Führung wurde der Staat zu einem der „trockensten“ der gesamten Vereinigten Staaten.
Nach dem Tod von US-Senator Robert S. Kerr am 1. Januar 1963 trat Edmondson zurück und wurde von seinem Nachfolger, seinem vorherigen Stellvertreter George Nigh, zu Kerrs Nachfolger im Senat ernannt. So führte er den Kampf um Reformen nun auf Bundesebene weiter. Bei dem Vorhaben der Wiederwahl als Senator im Jahr 1964 scheiterte er allerdings in der Vorwahl am Parteikollegen Fred R. Harris.

### Spätes Leben
Edmondson zog sich ab 1964 ins Privatleben zurück, wenngleich er weiterhin als Anwalt in Oklahoma City praktizierte. Er war seit Mai 1946 mit Jeannette Bartleson verheiratet; das Paar hatte drei Kinder, Sohn James junior und die Töchter Jeanne und Patricia. Im November 1971 erlitt Edmondson einen unerwarteten und plötzlichen Herzinfarkt, an welchem er im Alter von nur 46 Jahren starb.